# Rozavlea
Rozavlea is een Roemeense gemeente in het district Maramureș.
Rozavlea telt 3508 inwoners.

## Bekende inwoners
- De familie Ovitz woonde gezamenlijk in één huis in Rozavlea.